# デザイムモデルエージェンシー
有限会社デザイムモデルエージェンシー （英文社名；d'Xim co.Ltd.,）は、東京都渋谷区にある日本のモデルエージェンシー。

## 沿革・概要
- 2003年2月 - 東京都渋谷区に設立。設立当初は、外国人フリーランスモデル事務所として活動。現在は、ハーフ・日本人モデルの専属モデルが在籍する事務所としてメジャーになり始めている。

## 主な所属モデル
- Adriana
- Alice (モデル)
- Michelle
- Mitsuko
- Monica
- アンジェリカ
- アリサ・ジェーン
- ローナ
- Motomi
- Lico
- Kumi (モデル)
- Iriya
- Lisa
- Sophie
- 泉凛
- 栗林優
- Bruce
- Kyle
- Isamu
- Mirai

## かつて所属していたモデル
- Kentaro
- 待寺マリア
- Pricilla
- Lamotte
- Kenzo
- Thiago
- Thino